# Blanchisseuse
Blanchisseuse (pronunciaciónⓘ) es una localidad de Trinidad y Tobago, que forma parte de las regiones de Tunapuna-Piarco y San Juan-Laventille.

## Geografía
La localidad abarca parte de la isla Trinidad y limita al norte con el mar Caribe, al sur con Caura, Kandahar, Lopinot Village, Brasso Seco Village (las cuatro pertenecientes a la región de Tunapuna-Piarco) y Cumaca (localidad perteneciente a la región de Sangre Grande), al este con Matelot (localidad perteneciente a la región de Sangre Grande) y al oeste con Las Cuevas.

## Historia
La aldea fue fundada por los franceses después de la Cédula de Población de 1783.
Cuando el capitán Frederick Mallet hizo la cartografía y la topografía de la isla de Trinidad después de la capitulación de España ante los británicos en 1797, se le dijo que el pueblo no tenía nombre. Observando las mujeres lavando ropa en el río, él simplemente escribió en su registro: "Damas del Río". Más tarde, los colonos llamaron al lugar basándose en las mujeres lavadoras que el inspector había visto, "Blanchisseuse" es el término francés para "lavandera".
Otra teoría de la etimología cuenta que se llamó "Blanquizales" por los españoles por sus acantilados blancos. Los criollos franceses cambiaron poco a poco el nombre hasta que volvió a "Blanchisseuse". Se usa "Blanquizales" o "Blanquisel" en el dialecto de español trinitense.
Los españoles abandonaron el lugar poco después de la invasión británica, cuando los británicos comenzaron a reunir a todo varón español con edad superior a los 14 años, para dispararles. Muchos huyeron a la tierra firme venezolana y más tarde a España.

## Demografía
Datos demográficos de la localidad de Blanchisseuse:
| Gráfica de evolución demográfica de Blanchisseuse entre 2000 y 2011 |
|                                                                     |